# VPS33B
Le VPS33B (pour « Vacuolar protein sorting-associated protein 33B » est une protéine intervenant dans la genèse des vacuoles. Son gène est le VPS33B situé sur le chromosome 15 humain.

## Structure
Le VPS33 est constitué, chez l'être humain, de deux isoformes, le VPS33A (en) et le VPS33B. Cette famille est présente sous d'autres isoformes dans de nombreuses autres espèces, mammifères, insectes, levures… Ces protéines sont membres de la famille des SEC1/MUNC18.

## Rôles
Le VPS33B est nécessaire pour la formation des granules alpha des plaquettes sanguines. Il se fixe sur la sous unité bêta des intégrines, modulant leur fonction et intervenant dans l'agrégabilité de ces dernières.
Avec la protéine VIPAR, le VPS33BB forme un complexe qui interagit avec le RAB11A, agissant au niveau des reins et du foie.

## En médecine
Une mutation du gène VPS33B provoque un syndrome associant une arthrogrypose, une atteinte rénale et une cholestase hépatique.